# Ignaz Wildner
Ignaz Wildner von Maithstein (9. června 1803 Český Krumlov – 13. listopadu 1854 Vídeň) byl rakouský právník a politik německé národnosti z Dolních Rakous, během revolučního roku 1848 poslanec Říšského sněmu.

## Biografie
Narodil se v Českém Krumlově. Působil jako právník. Podílel se na tvorbě první podrobné obchodní legislativy v Uhersku. Historik Ernest Denis ho uvádí jako autora populárního termínu Cislajtánie, který po rakousko-uherském vyrovnání označoval část monarchie, která nespadala pod Uherskou korunu. V jiných zdrojích ovšem Wildnerovo autorství tohoto výrazu doloženo není.
Během revolučního roku 1848 se zapojil do veřejného dění. V doplňovacích volbách roku 1848 byl zvolen i na ústavodárný Říšský sněm. Zastupoval volební obvod Kremže. Tehdy se uváděl coby advokát. Nastoupil v listopadu 1848 místo Heinricha Fürnkranze. Řadil se ke sněmovní levici.
Zemřel v listopadu 1854 ve věku 52 let po dlouhé a bolestivé nemoci.